# Heinrich Lennerz
Heinrich Lennerz SJ (* 24. Juni 1880 in Kempen; † 1. August 1961 in Rom) war ein deutscher Theologe.

## Leben
Heinrich Lennerz trat am 12. April 1899 in Blijenbeek den Jesuiten bei. Nach der Priesterweihe am 25. August 1912 in Valkenburg aan de Geul legte er am 15. August 1916 die letzten Gelübde ab. Ab 1925 lehrte er auf dem Lehrstuhl für Dogmatik an der Pontificia Universitas Gregoriana. Sein 1926 erschienenes Buch über die „Natürliche Gotteserkenntnis“ löste eine lebhafte theologische Diskussion aus, auch von evangelischer Seite.
Lennerz war einer der 27 Theologen, die in Vorbereitung der 1950 erfolgten Dogmatisierung der leiblichen Aufnahme Mariens in den Himmel zu Rate gezogen wurden.

## Schriften
- Schelers Konformitätssystem und die Lehre der katholischen Kirche. Aschendorff, Münster 1924.
- Natürliche Gotteserkenntnis. Stellungnahme der Kirche in den letzten hundert Jahren. Herder, Freiburg im Breisgau 1926.
- Zur Lösung von Schwierigkeiten in der Gotteslehre. In: Scholastik, Jg. 1 (1926), S. 352–367.
- Sex theses de ordine et matrimonio. Ad usum auditorum. Pontifica universitas Gregoriana, Rom 1928.
- Das Konzil von Trient und theologische Schulmeinungen. In: Scholastik, Jg. 4 (1929), S. 38–53.
- De deo uno. Ad usum auditorum. Pontifica universitas Gregoriana, Rom 1929 (und weitere Ausgaben).
- De novissimis. Ad usum auditorum. Pontifica universitas Gregoriana, Rom 1929.
- De virtutibus theologicis. Ad usum auditorium. Pontifica universitas Gregoriana, Rom 1930.
- De Beata Virgine. Tractatus dogmaticus. Pontifica universitas Gregoriana, Rom 1930 (und weitere Ausgaben).
- De obligatione catholicorum perseverandi in fide. Documenta Concilii Vaticani. Pontifica universitas Gregoriana, Rom 1932.
- De gratia redemptoris. Ad usum auditorum. Pontifica universitas Gregoriana, Rom 1934.
- Le Bossus Ansicht über die Stellung der Pariser theologischen Fakultät in der Frage „De auxiliis“. In: Scholastik, Jg. 12 (1937), S. 229–232.
- Considerationes de doctrina B. Virginis mediatricis. Pontifica universitas Gregoriana, Rom 1938.
- als Herausgeber: Opuscula duo de doctrina Baiana. Pontifica universitas Gregoriana, Rom 1938 (zur Theologie des Michael de Bay).
- De sacramentis novae legis in genere. Ad usum auditorum. Pontifica universitas Gregoriana, Rom 1939 (und weitere Ausgaben).
- De sacramento confirmationis. Ad usum auditorum. Pontifica universitas Gregoriana, Rom 1945 (und weitere Ausgaben).
- De sacramento ordinis. Ad usum auditorum. Pontifica universitas Gregoriana, Rom 1947 (und weitere Ausgaben).
- De sacramento baptismi. Ad usum auditorum. Pontifica universitas Gregoriana, Rom 1948 (und weitere Ausgaben).
- Scriptura sola? In: Gregorianum, Jg. 40 (1959), Nr. 1, S. 38–53.